# Arcadia (akademie)

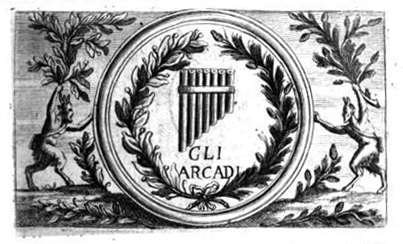
Znak akademie

Akademie Arcadia (italsky L'Accademia dell'Arcadia) je literární akademie založená v Římě roku 1690 Gian Vincenzem Gravinou a Giovannim Mariem Crescimbenim za podpory Paolem Coardim z Turína.

## Dějiny
Akademie byla založena u příležitosti setkání čtrnácti literátů z okruhu okolo švédské královny Kristýny I. v klášteře přistavěném ke kostelu San Pietro in Montorio. Mezi nimi z Umbrie byli Giuseppe Paolucci ze Spella, Vincenzo Leonio ze Spoleta a Paolo Antonio Viti z Orvieta, Římané Silvio Stampiglia, Benedetto Pamphili a Jacopo Vicinelli, Janované Pompeo Figari a Paolo Antonio del Nero, Toskánci Melchiorre Maggio z Florencie a Agostino Maria Taia ze Sieny, Giambattista Felice Zappi z Imoly a kardinál Charles Thomas Maillard de Tournon z Nice. Akademie nebyla považována pouze za školu myšlení, nýbrž také za skutečné literární hnutí, které se rozvíjelo a šířilo do celé Itálie během celého settecenta jako reakce na to, co bylo považováno za barokní špatný vkus.
Vychází z terminologie a symboliky tradic pastorálních básníků mytického kraje Arkádie. Název pro akademii navrhl A. M. Taia během jednoho ze setkání v Prati di Castello, tehdy ve venkovském sídle.